# Râul Runcu, Mara
Râul Runcu (Mara) este al doilea afluent de dreapta (din nouă) al râului Mara, care este la rândul său 18-lea afluent de dreapta (din cei 20) al râului Iza. 

## Generalități
Râul Runcu are trei afluenți de stânga, Vlășinescu, Ștedia și Valea Roșie, respectiv doi afluenți de dreapta, Valea cu Arini și Izvorul cu Scări. 

## Hărți
- Harta județului Maramureș
- Harta Munții Gutâi  Arhivat în 4 martie 2016, la Wayback Machine.